# TV Возничего
TV Возничего (лат. TV Aurigae) — одиночная переменная звезда в созвездии Возничего на расстоянии приблизительно 2032 световых лет (около 623 парсеков) от Солнца. Видимая звёздная величина звезды — от +11,1m до +10,1m.

## Характеристики
TV Возничего — красная пульсирующая полуправильная переменная S-звезда типа SRB (SRB) спектрального класса S5,8:-S7,5 или S5/6. Эффективная температура — около 3293 К.